# Jacob Hüfner

Jacob Hüfner mit Frau, Hochzeitsfoto um 1910, Ausschnitt aus der Hochzeitsgesellschaft

Jacob Hüfner (* 1875 in Rippberg; † 9. Februar 1968 in Bartenstein, Württemberg) war ein deutscher Orthopädietechniker. Er entwickelte eine nach ihm benannte mechanische Handprothese.

## Leben
Jacob Hüfner war gelernter Uhrmacher und Feinmechaniker, zudem Leiter der Königlichen Bayrischen Orthopädischen Werkstätten. Bei Ferdinand Sauerbruch war er als Orthopädietechniker tätig. 
Von 1933 bis zu seinem Tod 1968 wohnte und arbeitete Hüfner als Uhrmacher in Bartenstein. 1945 bewahrte er die Stadt vor der Zerstörung, indem er während des Beschusses durch die Alliierten auf den Turm der Hofkirche stieg und die weiße Fahne für die Übergabe an die amerikanischen Truppen hisste.

## Die Hüfner-Hand

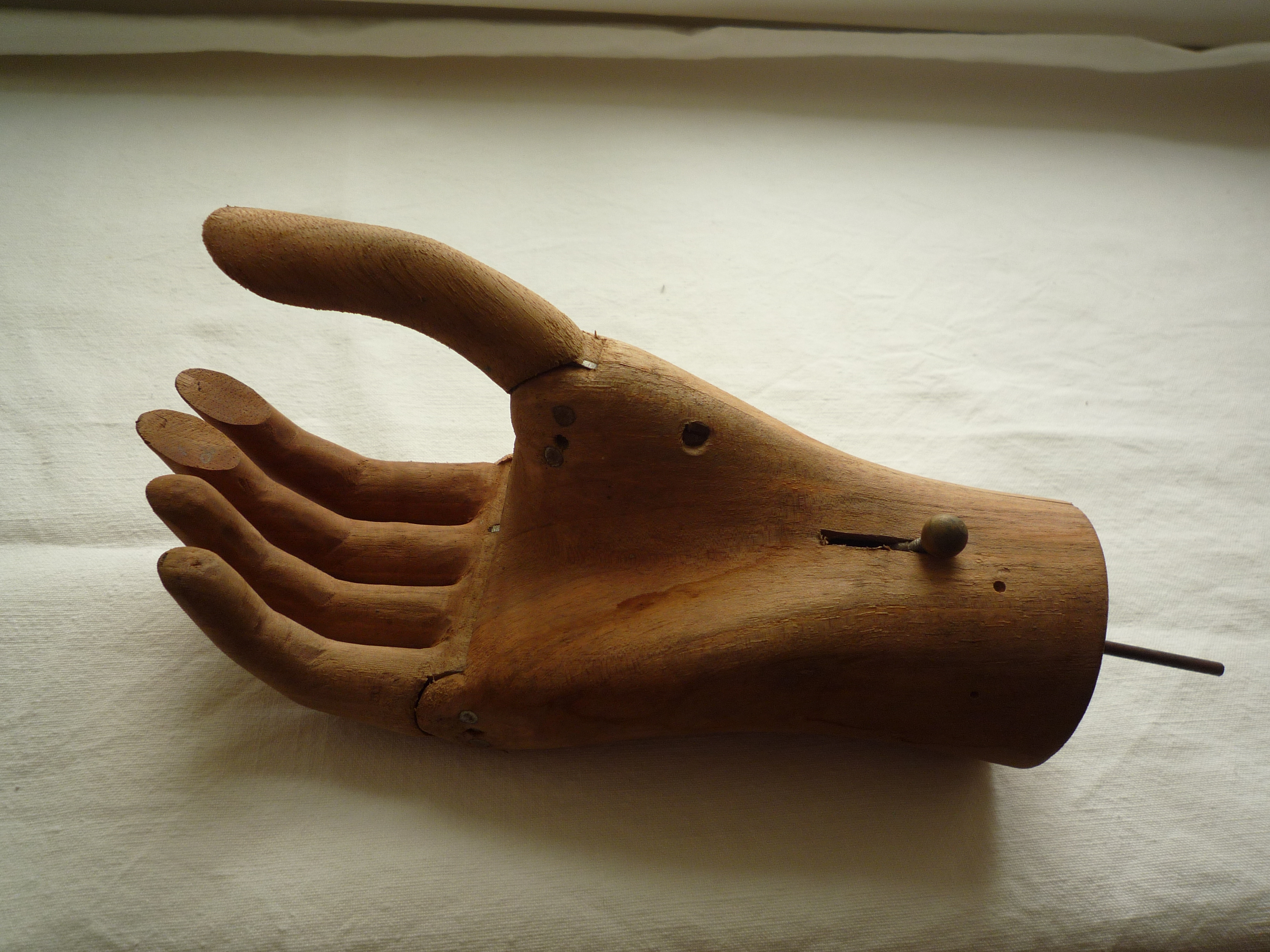
Rohling aus Hüfners Werkstatt mit dem Sperrhebel

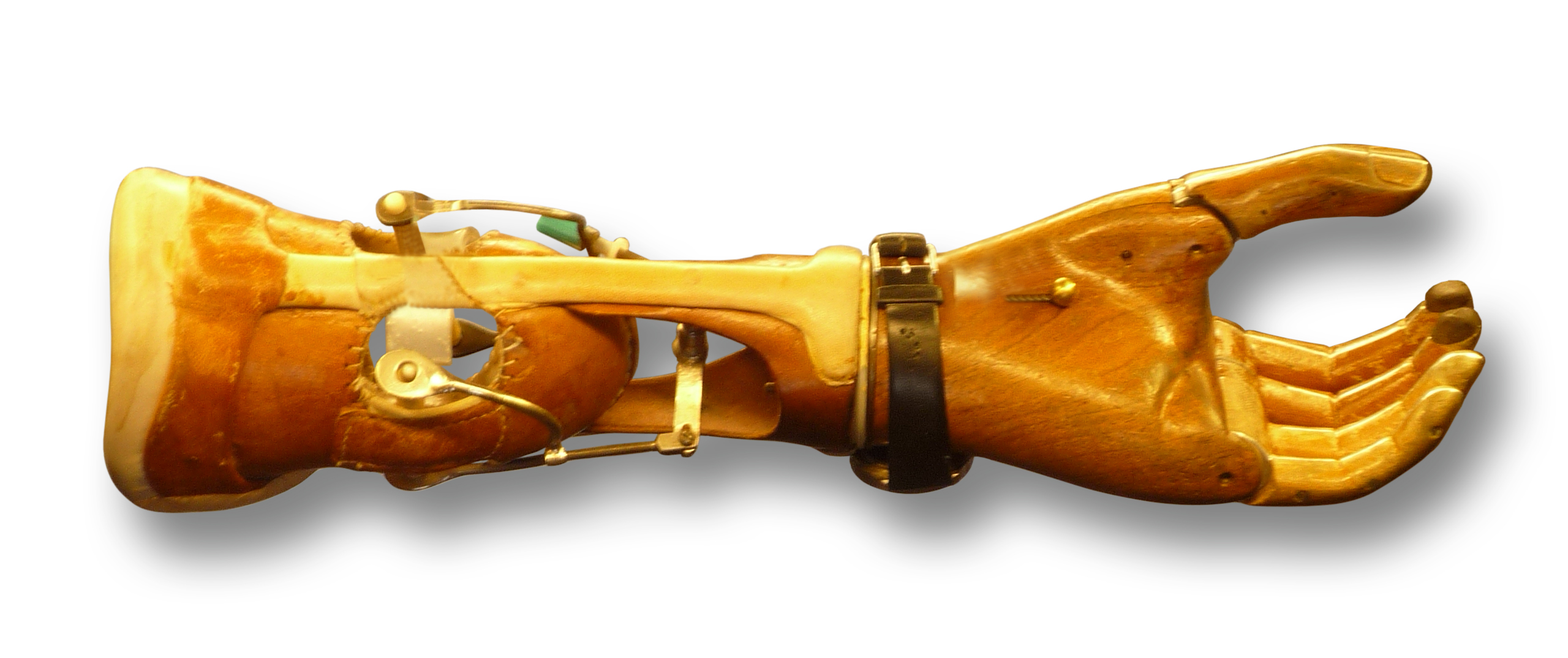
Sauerbruch-Arm mit eingesetzter Hüfner-Hand

Jakob Hüfner entwickelte am Ende des Ersten Weltkrieges für armamputierte Kriegsteilnehmer einen Mechanismus, der Muskelbewegungen auf Daumen und Zeigefinger übertrug und konstruierte eine mechanische Ersatzhand, die sogenannte Hüfnerhand, die er sich 1922 patentieren ließ. Sie konnte aktiv geöffnet und geschlossen werden. Diese wurde später von dem Chirurgen Ferdinand Sauerbruch zum Sauerbruch-Arm weiterentwickelt.
Für das gute Funktionieren „der willkürlich bewegbaren künstlichen Hand“ (Zitat Sauerbruch) war besonders ein Element von Hüfners Greifhand von großer Bedeutung: ein spezieller Sperrmechanismus ermöglichte es, die Hand nicht nur weit zu öffnen und zum Zangengriff zu schließen, sondern auch durch einen kleinen Hebel in jeder beliebigen Stellung „einzufrieren“, so dass es möglich war, mit der Hand lange und kraftvoll zuzupacken und gleichzeitig die Muskulatur zu entlasten. Die mechanische Kraftentwicklung die mit der Prothese beim Greifen möglich war, lag bei 30–60 kgcm (entspricht 2,94 bis 5,88 Newtonmeter).

## Ehrungen
- Bundesverdienstkreuz am Bande (11. Mai 1964)[6]
- In Bartenstein wurde eine Straße nach Jacob Hüfner benannt.